# Hapoel Holon BC
Hapoel Holon Basketball Club (Hebreeuws: מועדון הכדורסל הפועל חולון) is een professionele basketbalclub uit Holon, Israël. De club komt uit in de Israeli Super League (De hoogste divisie van het Israëlische basketbal), en de Israeli State Cup.

## Geschiedenis
Hapoel Holon werd opgericht in 1947. Ze spelen hun thuiswedstrijden in de Holon Toto Hall. In 2008 en 2022 wonnen ze het landskampioenschap van Israël. In 1954, 1955 en 2018 werden ze tweede. In 2009 en 2018 wonnen ze de finale om het de beker van Israël. In 1959, 1961, 1986, 1991 en 1995 verloren ze de finale. In 2011 en 2020 verloren ze de finale om de League Cup. In 2019 haalde ze de halve finale om de FIBA Europe Cup en in 2020 haalde ze de halve finale om de Basketball Champions League.

## Erelijst
- Landskampioen Israël: 2
  - Winnaar: 2008, 2022
  - Tweede: 1954, 1955, 2018

- Bekerwinnaar Israël: 2
  - Winnaar: 2009, 2018
  - Runner-up: 1959, 1961, 1986, 1991, 1995

- League Cup Israël:
  - Runner-up: 2011, 2020

- Basketball Champions League:
  - Halve finale: 2022

- FIBA Europe Cup:
  - Halve finale: 2019

## Bekende (oud)-spelers
- Hans Vanwijn
- Maxime De Zeeuw
- Shavon Coleman
- - Mark Sanchez

## Bekende (oud)-coaches
- Ralph Klein
- Arik Shivek
- Stefanos Dedas